# Douglas Emhoff

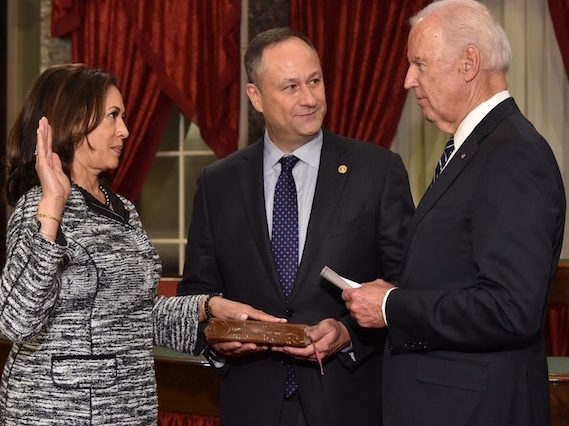
Douglas Emhoff bij de eedaflegging van zijn echtgenote Kamala Harris als senator in handen van toenmalig vicepresident Joe Biden. Washington D.C., 3 januari 2017. In 2020 zou Biden Harris kiezen als zijn vicepresidentskandidate.

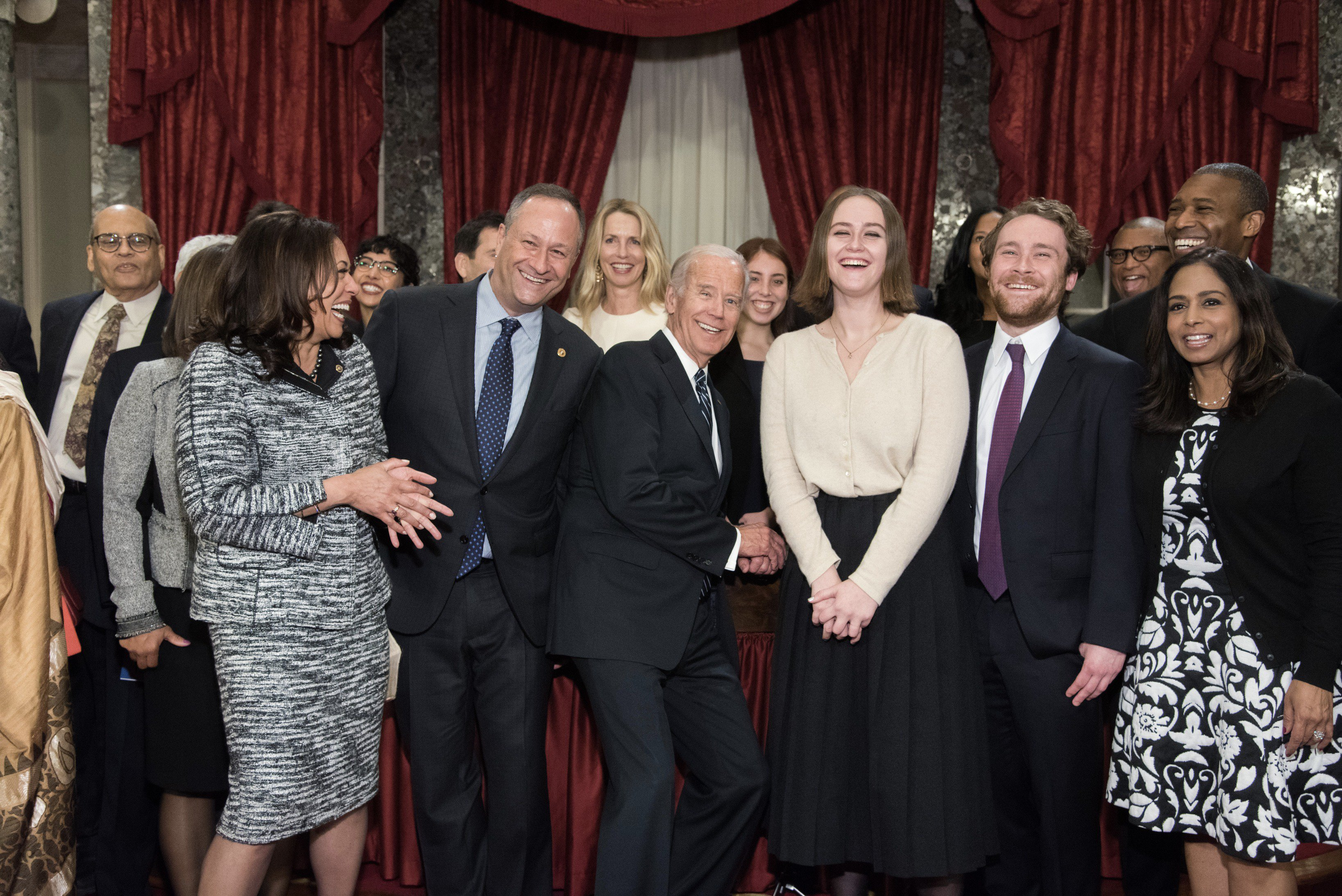
Douglas Emhoff omringd door Kamala Harris en Joe Biden, 2017.

Douglas Craig Emhoff (Brooklyn, New York, 13 oktober 1964) was als echtgenoot van de van 2021 tot en met 2025 dienende  vicepresident van de Verenigde Staten, Kamala Harris, de second gentleman. Hij was de eerste second gentleman in de geschiedenis van het land en daarnaast eveneens de eerste Joodse partner van een Amerikaanse vicepresident. Emhoff is van beroep advocaat.

## Biografie
Emhoff werd geboren in Brooklyn in New York, groeide op in Matawan (New Jersey) en verhuisde in zijn tienerjaren naar Californië. Daar behaalde hij zijn bachelor in communicatiewetenschap aan de California State University - Northridge en zijn master aan de University of Southern California. Hij studeerde af in de rechten aan de University of Southern California. Hij specialiseerde zich in media- en vastgoedrecht en werd vennoot in het advocatenkantoor DLA Piper.
Hij huwde Kamala Harris op 22 augustus 2014 in Santa Barbara in Californië. Zij hebben geen kinderen, maar Emhoff heeft twee kinderen uit een vorig huwelijk. Dit eerste huwelijk eindigde in een scheiding in 2008. In augustus 2019 werd hun gemeenschappelijk vermogen geschat op 5,8 miljoen dollar.
Hij werd vooral bekend nadat de Democratische presidentskandidaat Joe Biden op 11 augustus 2020 zijn echtgenote Kamala Harris aanwees als zijn vicepresidentskandidaat voor de Amerikaanse presidentsverkiezingen in november van dat jaar. Om schijn van belangenvermenging te vermijden, stopte hij in 2020 tijdelijk als advocaat. Hij bleef wel actief als gastdocent aan de Universiteit van Georgetown.
- Gemeinsame Normdatei: 1221006177
- SNAC: w6zq4xbx
- Virtual International Authority File: 8301160546934910240001